# Bazoches-et-Saint-Thibaut
Bazoches-et-Saint-Thibaut község Franciaország Hauts-de-France régiójában, Aisne megyében. Új községként 2022. január 1-jén jött létre Bazoches-sur-Vesles és Saint-Thibaut korábbi községek egyesítésével.

## Népesség
| Lakosok száma | 542  | 532  | 524  | 517  |
|               | 2019 | 2020 | 2021 | 2022 |